# Ахмед Раза Хан Барельві
Імам Ахмед Раза Хан Барельві (урду احمد رضاخان بریلوی, гінді अहमद रज़ा खान; 14 червня 1856 - 28 жовтня 1921) — індійський мусульманський суфій, засновник школи ісламського права, що згодом отримала назву Барельві. За своє життя він написав понад 1000 праць з права, релігії, філософії та науки.